# Reimlingen
Reimlingen är en kommun och ort i Landkreis Donau-Ries i Regierungsbezirk Schwaben i förbundslandet Bayern i Tyskland.
Kommunen ingår i kommunalförbundet Ries tillsammans med kommunerna Alerheim, Amerdingen, Deiningen, Ederheim, Forheim, Hohenaltheim, Mönchsdeggingen och Wechingen.